# Paweł Prabucki
Paweł Prabucki (ur. 3 września 1893 w Iwicznie, zm. 30 sierpnia 1942 w KL Dachau) – polski Sługa Boży Kościoła katolickiego, polski duchowny rzymskokatolicki, administrator parafii w Gostkowie.

## Życiorys
Pochodził z rodziny chłopskiej Pawła i Marianny z domu Jabłonka. W latach 1905–1912 uczęszczał do Collegium Marianum w Pelplinie, a gimnazjum ukończył w Chojnicach. W tym okresie został członkiem tajnego Towarzystwa Tomasza Zana i uczestniczył w ćwiczeniach wojskowych.
Od maja 1915 pełnił służbę wojskową wcielony do 11. pułku artylerii ciężkiej w Toruniu i uczestniczył w walkach na frontach I wojny światowej. Odniósł rany 5 czerwca 1916, a w następnym roku uczestniczył w bitwie pod Cambrai. Za udział w walkach został dwukrotnie odznaczony Krzyżem Żelaznym. 5 stycznia 1919 został zdemobilizowany, a 11 maja podjął studia w Wyższym Seminarium Duchownym w Pelplinie. W czasie nauki przewodniczył uczelnianej patriotycznej organizacji „Polonia” i opiekował się gimnazjalnymi kołami Towarzystwa Tomasza Zana.
W czasie wojny z bolszewikami walczył w szeregach Wojska Polskiego. W 1922 jako podporucznik rezerwy posiadał przydział do 8 pułku artylerii ciężkiej w Toruniu. 8 stycznia 1924 został zatwierdzony w stopniu podporucznika ze starszeństwem z 1 czerwca 1919 i 91. lokatą w korpusie oficerów rezerwy artylerii. W tym samym roku został oddany do dyspozycji Kurii Biskupiej.
Po powrocie kontynuował studia i 17 czerwca 1923 otrzymał w Pelplinie święcenia kapłańskie. Skierowany został do parafii Podwyższenia Krzyża Świętego w Tczewie, gdzie pełnił obowiązki wikariusza, a od 1925 r. proboszcza. Ks. Paweł Prabucki angażował się w działalność społeczną, między innymi był członkiem rady pedagogicznej w Szkole Morskiej, gdzie pełnił obowiązki prefekta, a także asystentem kościelnym Towarzystwa Czeladzi Katolickiej. Po dwóch latach, krótko administrował parafią w Lignowach Szlacheckich, a 1 października został kuratusem, a następnie proboszczem utworzonej parafii w Gostkowie. 
W 1934 w ewidencji Wojska Polskiego figurował jako kapelan rezerwy ze starszeństwem z 1 czerwca 1919 i 211. lokatą w duchowieństwie wojskowym wyznania rzymskokatolickiego. 27 czerwca 1938 został odznaczony Medalem Niepodległości „za pracę w dziele odzyskania niepodległości”. Ponadto w tym samym roku otrzymał Złoty Krzyż Zasługi za osiągnięcia na polu pracy społecznej.
Po wybuchu II wojny światowej został powołany do służby czynnej. Podczas kampanii wrześniowej dostał się na kilka dni do niewoli niemieckiej w Skierniewicach. Po powrocie do gostkowskiej parafii Wniebowzięcia Najświętszej Maryi Panny (Dekanat Chełmża) 17 października 1939 został aresztowany i trafił na dwa miesiące do więzienia Gestapo na terenie Fortu VII w Toruniu.
Powtórnie aresztowany został prawdopodobnie 15 stycznia 1940. Był więźniem niemieckich obozów koncentracyjnych w KL Stutthofie, od 10 kwietnia w KL Sachsenhausen, gdzie od 6 sierpnia wyznaczony był przez władze obozowe do administrowania kaplicą obozową, a od 14 grudnia w KL Dachau, otrzymując numer obozowy 22 661. W Dachau w okresie od 25 marca do 17 września 1941 sprawował Eucharystię w bloku nr 26.
Ks. Paweł Prabucki zmarł 30 sierpnia 1942 wskutek wycieńczenia fizycznego i okrutnego traktowania, a jego ciało zostało poddane kremacji. W tym samym obozie zginęli też jego rodzeni bracia, również księża: Alojzy Prabucki (17 lipca 1942) i Bolesław Prabucki (12 sierpnia 1942).
W 1952 na ścianie kościoła w Gostkowie odsłonięto tablicę upamiętniającą pierwszego proboszcza parafii. Również w tczewskiej Farze - kościele Podwyższenia Krzyża Świętego w „65 rocznicę męczeńskiej śmierci” umieszczono tablicę upamiętniającą ku czci proboszcza Pawła Prabuckiego i jego braci.
Jest jednym z 122 Sług Bożych, wobec których 17 września 2003 rozpoczął się proces beatyfikacyjny drugiej grupy polskich męczenników z okresu II wojny światowej. 24 maja 2011 w Pelplinie zakończył się etap diecezjalny, wszystkie dokumenty przesłano do Kongregacji Spraw Kanonizacyjnych w Rzymie.